# Фріголе
43°51′30″ пн. ш. 4°43′39″ сх. д. / 43.8583° пн. ш. 4.7276° сх. д.
Фріголе (фр. Frigolet), повна назва Абатство Сен-Мішель-де-Фріголе (фр. Abbaye Saint-Michel de Frigolet) — старовинне абатство ордену премонстрантів у Франції, в Провансі . Монастир рощташований у департаменті Буш-дю-Рон, між містами Авіньйон і Тараскон.

## Історія

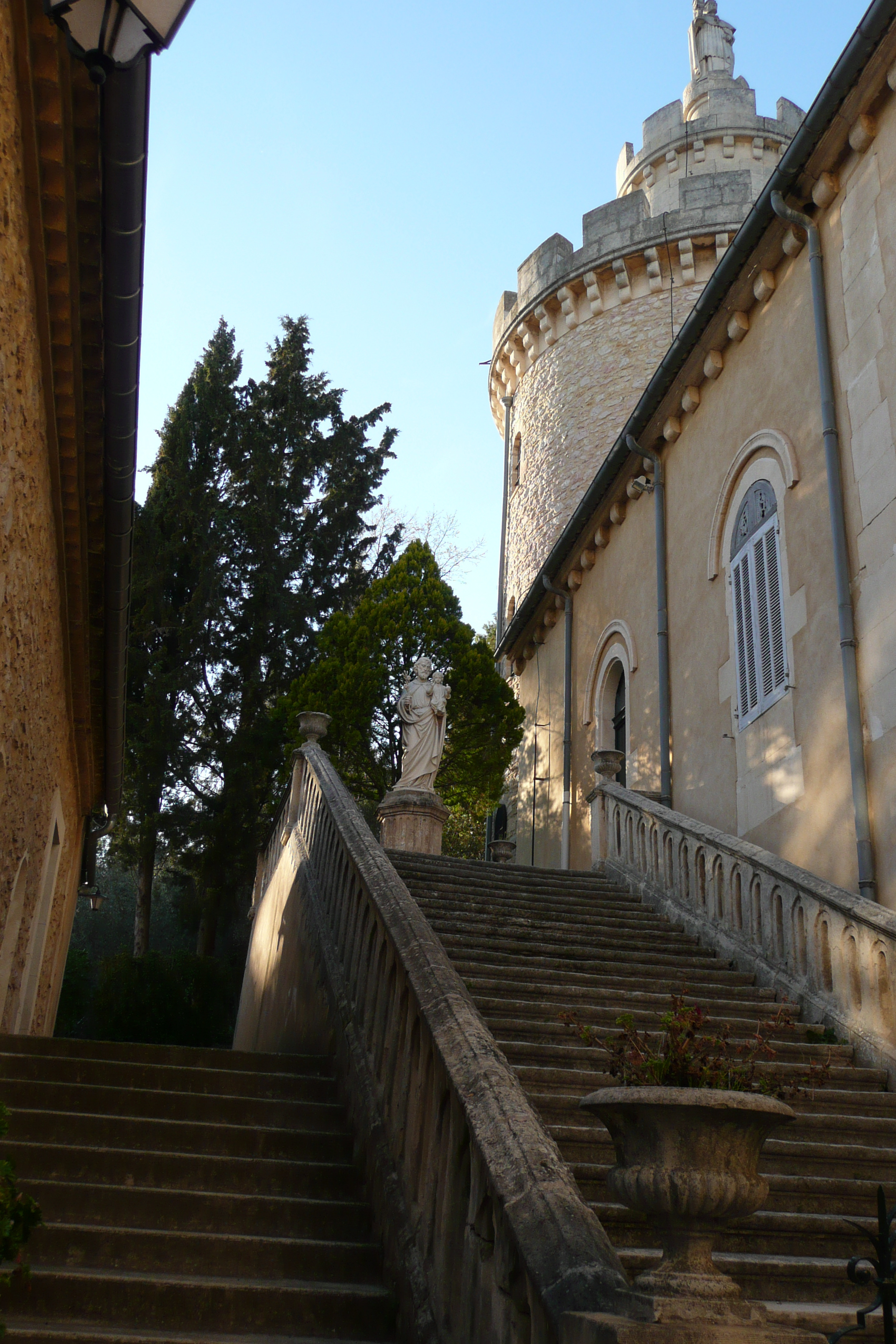

Монастир Фріголе був заснований у X столітті, імовірно королем Бургундії Конрадом I. Спочатку абатство було бенедиктинським, потім перейшло до ченців з августинського ордена (августинці-каноніки), в 1133 році вперше згадано ім'я абата. Папа Адріан IV затвердив створення обителі 1155 року.
У XIV столітті монастир занепадає, ченці-августинці покидають його. Абатство перебувало в занедбаному стані до XVII століття, коли в ньому оселилися єроніміти, які керувалися в чернечому житті августинським статутом. Єроніміт частково відновили монастир і перебували в ньому аж до французької революції.
6 липня 1788 року у пожежі загинула монастирська бібліотека. У 1791 році монастир ліквідований революціонерами, а четверо ченців, які ще залишалися там, були вигнані.
Між 1831 і 1841 роками в монастирських будівлях функціонував коледж, де навчався зокрема знаменитий провансальський поет Фредерік Містраль. У 1858 році монастир був викуплений єпархією Екса, там було відновлено чернече життя. Після відновлення Фріголе став функціонувати як монастир ордену премонстрантів. У 1869 році папа Пій IX знову надав Фріголе статус абатства.
29 березня 1880 року французький уряд ухвалив декрет про закриття низки монастирів, до яких потрапив і Фріголе. Мешканці Тараскона різко чинили опір цьому рішенню і спробували захистити монастир. Уряду довелося висилати війська, лише з їхньою допомогою вдалося зламати опір городян. Альфонс Доде описав цей епізод у книзі «Порт Тараскон. Останні пригоди знаменитого Тартарена» (1890). Вигнані ченці отримали можливість через деякий час повернутися до монастиря, але в 1903 були вигнані знову і переїхали до Бельгії. Вони отримали можливість повернутися в абатство лише 1923 року.
Нині Фріголе — чинний монастир ордену премонстрантів.

## Архітектура
- Церква Святого Михаїла — романська церква XII століття, реставрована в XIX столітті.
- Базиліка Непорочного Зачаття Діви Марії — побудована в неоготичному стилі 1866 року. Центральний неф прикрашений живописом на зразок Сент-Шапель у Парижі . Одна з трьох церков в авіньйонській архієпархії, що має почесний статус «малої базиліки»
- Клуатр — збудований у романському стилі у XII столітті, перебудований у XVII.